# Scutellaria lateriflora
Scutellaria lateriflora is een plant uit de lipbloemenfamilie, afkomstig uit Noord-Amerika. De plant wordt ongeveer 50 cm hoog en wordt aangetroffen langs waterkanten en in moerasbossen.
... · 
S. baicalensis · 
S. columnae (Trosglidkruid)
S. galericulata (Blauw glidkruid) · 
S. lateriflora · 
S. minor (Klein glidkruid) · 
...